# Arleth Casado
Arleth Patricia Casado Fernández (San Andrés de Sotavento, Córdoba, 17 de abril de 1961) es una líder política y administradora de empresas colombiana, senadora de la República por el Partido Liberal para los periodos 2010-2014 y 2014-2018.

## Biografía
Creció en el municipio de San Andrés de Sotavento, departamento de Córdoba. Hija del dirigente Juan B. Casado, quien fue diputado a la Asamblea de Córdoba, secretario de despacho departamental, director de salud departamental y alcalde de San Andrés de Sotavento. Su madre, Shirley del Carmen Fernández, era prima de Libardo López Gómez, auténtico jefe político del movimiento Mayorías Liberales, con presencia en el departamento desde la década de 1960. En su juventud fue reina de belleza, representando a Córdoba en el Concurso Nacional de Belleza de Cartagena de Indias de 1980 y ubicándose como una de las finalistas; estudió Administración de Empresas en la Universidad Luis Amigó y obtuvo el título de Especialista en Función Pública por parte de la Universidad Externado de Colombia.
Arleth Casado contrajo matrimonio con Juan Manuel López Cabrales, heredero de un inmenso poder electoral y quien resultó elegido Senador por el Partido Liberal en cuatro ocasiones consecutivas. Adoptó el apellido de su esposo, como es tradicional en la cultura hispánica, Arleth Casado de López. 
Desde 1983, cuando su esposo asumió el relevo como líder del Movimiento Mayorías Liberales, Casado se convirtió formalmente en la directora del movimiento y en varios periodos ejerció la presidencia del Directorio Liberal de Córdoba; entre 2002 y 2003 fue Codirectora nacional del Partido Liberal. En 2007 el senador López Cabrales es detenido tras abrirse una investigación por sus nexos con el paramilitarismo, y posteriormente resulta condenado por haber cedido ante las amenazas de estos grupos ilegales para cederles espacio en su grupo político. Desde entonces, Arleth Casado se convierte en la líder máxima de Mayorías Liberales, consigue la elección de Marta Sáenz como Gobernadora de Córdoba e inicia su propia campaña para el Senado de Colombia. En 2010 obtiene un escaño como Senadora con más de 110.000 votos, la mayor votación del Partido Liberal en Colombia.

## Senadora de la República de Colombia
Arleth Casado de López se desempeñó como Senadora de la República de Colombia en los periodos 2010-2014 y 2014-2018. Entre su trabajo como congresista, se distinguió como autora de diferentes proyectos de Ley, ponente para la discusión de iniciativas desde la Comisión Tercera del Senado, las Comisiones Conjuntas Económicas y la Plenaria del Senado, así como citante de importantes debates de control político. Por otro lado, fue reconocida por su arduo trabajo como integrante de la Comisión Legal para la Equidad de la Mujer y como miembro de la Comisión Interparlamentaria de Crédito Público y de la Comisión de Acreditación Documental del Senado.
Iniciativas de Ley
- Por la cual se crea el fondo de apoyo al sector agropecuario y se modifica el Artículo 872 del Estatuto Tributario.
- Por la cual se crea el tipo penal de feminicidio como delito autónomo y se dictan otras disposiciones.
- Por medio de la cual la Nación se vincula a la celebración de los 50 años de la Universidad de Córdoba, se autorizan apropiaciones presupuestales, se modifica la Ley 382 de 1997 y se dictan otras disposiciones.
- Por el cual se disponen recursos para la educación superior en Colombia.
- Por medio del cual se modifica la ley 136 de 1994, el Decreto Ley 1421 de 1993 y el Decreto Extraordinario 1222 de 1986, se dictan normas para crear la Comisión para la Equidad de la Mujer en los Concejos y Asambleas y se dictan otras disposiciones.
- Por medio de la cual se modifica la Ley 367 de 1997.
- Por medio de la cual se regula la enajenación de la propiedad accionaria del nivel nacional y se dictan otras disposiciones.
- Por medio de la cual se regulan los principios de paridad, alternancia y universalidad contemplados en la Constitución Política, para la consecución efectiva de la igualdad real de las mujeres en la representación política y en cargos directivos en las ramas y órganos del poder público y se dictan otras disposiciones.
- Por medio de la cual se renueva la emisión de la estampilla "Pro Desarrollo Académico y Descentralización de Servicios Educativos de la Universidad de Córdoba", creada mediante Ley 382 de 1997 y se dictan otras disposiciones.
- Por medio de la cual se crea la contribución solidaria a la educación superior y se dictan otras disposiciones sobre los mecanismos y las estrategias para lograr la financiación sostenible de la educación superior.
- Por la cual la Nación rinde público homenaje y se vincula a la celebración del sesquicentenario de fundación de la Universidad Nacional de Colombia y se dictan otras disposiciones.